# Gouvernement Lambertz II
Pour les articles homonymes, voir Gouvernement Lambertz.
Lambertz II est le nom du gouvernement de la Communauté germanophone de Belgique formé par une coalition tripartite, associant la famille socialiste, libérale et le parti des Belges germanophones PDB.
Ce gouvernement a été institué le 22 juillet 2004 à la suite des élections régionales et communautaires et succède au Gouvernement Lambertz I.

## Composition du Gouvernement
| Fonction                                                                                               | Titulaire | Titulaire           | Parti |
| --- | --------- | ------------------- | ----- |
| Ministre-Président, ministre des Pouvoirs locaux                                                       |           | Karl-Heinz Lambertz | SP    |
| Vice-ministre-Président, ministre de la Formation et de l’Emploi, des Affaires sociales et du Tourisme |           | Bernd Gentges       | PFF   |
| Ministre de l’Enseignement et de la Recherche scientifique                                             |           | Oliver Paasch       | PDB   |
| Ministre de la Culture et des Médias, de la Protection des monuments, de la Jeunesse et des Sports     |           | Isabelle Weykmans   | PFF   |